# 와이드스타

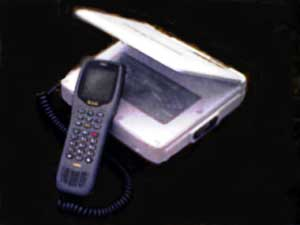
와이드스타 듀오

와이드스타는 NTT 도코모가 제공하는 위성 휴대전화 서비스이다.
와이드스타는 1996년 3월 29일에 해안 기지국을 이용한 선박전화를 대체하기 위해 처음 시작되었다. 2011년 12월말, 서비스 계약 수는 41,300이다. 스카이 JSAT 보유의 N-STARc 및 JCSAT-5A의 2개의 정지 위성을 이용하여 일본의 영해, 영토, 200해리 수역 내에 서비스를 제공하고 있다. 일본 자위대, 일본 기상청, 일본 해상보안청에서 사용하고 있다.